# Elly Tanaka
Elly Margaret Tanaka (* 1965 in Boston, Massachusetts) ist eine US-amerikanische Biochemikerin am Forschungsinstitut für Molekulare Pathologie, Wien.

## Leben
Elly Tanaka gilt als führende Spezialistin auf dem Gebiet der Regenerationsbiologie. Mittels neuartiger molekularbiologischer und mikroskopischer Verfahren identifizierte sie die Stammzellen, die beim Axolotl die Regeneration von Extremitäten und Rückenmark verursachen. Sie verknüpft Regenerations- und Stammzellbiologie und konnte wesentliche Beiträge zu den molekularen und zellulären Grundlagen der Regeneration leisten.
Elly Tanaka erwarb 1987 einen Bachelor in Biochemie an der Harvard University und 1993 einen Ph.D. bei Marc W. Kirschner an der University of California, San Francisco. Als Postdoktorandin arbeitete sie bei Jeremy Brockes am University College London, bevor sie 1999 am Max-Planck-Institut für molekulare Zellbiologie und Genetik in Dresden eine erste eigene Forschungsgruppe übernahm. Seit 2008 hatte sie eine Professur am Zentrum für Regenerative Therapien Dresden (CRTD) der Technischen Universität Dresden inne. Ab 2014 war sie Direktorin des CRTD, bevor sie 2016 an das Forschungsinstitut für Molekulare Pathologie nach Wien wechselte.
2015 wurde Elly Tanaka zum Mitglied der Academia Europaea gewählt. 2017 wurde sie zum Mitglied der European Molecular Biology Organization (EMBO) gewählt und erhielt den Ernst Schering Preis, 2018 den Erwin Schrödinger-Preis der Österreichischen Akademie der Wissenschaften (ÖAW). Für 2020 wurde Tanaka der FEBS | EMBO Women in Science Award zugesprochen. 2021 wurde sie korrespondierendes Mitglied der mathematisch-naturwissenschaftliche Klasse der ÖAW und 2022 wirkliches Mitglied. 2023 wurde Tanaka zum Mitglied der National Academy of Sciences gewählt. Als Nachfolgerin von Jürgen Knoblich wurde sie mit 1. April 2024 zur Leiterin des Instituts für Molekulare Biotechnologie (IMBA) bestellt. Im Jahr 2024 wurde Elly Margaret Tanaka in der Sektion Genetik/Molekularbiologie und Zellbiologie in die Nationale Akademie der Wissenschaften Leopoldina aufgenommen. Die Leopoldina verlieh ihr 2025 ihre Schleiden-Medaille für Zellbiologie. Ebenfalls 2025 wurde ihr der Wittgenstein-Preis, der mit 1,9 Millionen Euro höchstdotierte Wissenschaftspreis Österreichs, zuerkannt.
Laut Datenbank Scopus hat Elly Tanaka (Stand März 2025) einen h-Index von 58.